# Liste des doubles internationaux irlandais en football
Les doubles internationaux irlandais sont un groupe de footballeurs qui, entre 1908 et mars 1950, a joué pour les équipes internationales sélectionnées par l'Association irlandaise de football et la Fédération d'Irlande de football. Au cours de cette période au moins 39 joueurs ont représenté les deux équipes au niveau international.

## IFA contre FAI
Entre 1884 et 1924, l'Irlande est représentée par une seule équipe nationale, sélectionnée par l'Association irlandaise de football (IFA) basée à Belfast. Toutefois, à partir de 1920, l'île d'Irlande se sépare en deux entités politiques, l'Irlande du Nord qui souhaite rester au sein du Royaume-Uni et l'Irlande du Sud qui souhaite recouvrer son indépendance. Cette dernière devient ensuite l'État libre d'Irlande puis l'État d'Irlande. Au milieu de ces bouleversements politiques, une Fédération d'Irlande de football (FAI) est fondée à Dublin. Cette nouvelle fédération organise à partir de 1924 sa propre équipe nationale. Ainsi dans les années suivantes, à la fois l'IFA et la FAI revendiquent se réclament d'une juridiction sur l'ensemble de l'île d'Irlande ne prenant pas en compte la nouvelle frontière politique existante et sélectionnent leurs joueurs sur l'ensemble de l'île. En conséquence, entre 1924 et 1950, il existe deux équipes d'Irlande de football sélectionnées par les deux fédérations rivales.
Jusqu'en 1946, l'IFA n'est pas affiliée à la FIFA. Les deux équipes coexistent mais ne disputent jamais les mêmes compétitions. l'équipe d'Irlande de football, celle de l'IFA, dispute uniquement des matchs amicaux et le British Home Championship pendant que l'autre équipe, celle de la FAI, dispute elle les Jeux olympiques et la Coupe du monde de football. Malgré cela, toutefois, il y a eu des occasions où les deux équipes jouaient en même temps et cela a conduit certains joueurs à faire un choix. Ainsi en avril 1931 Tom Farquharson et Peter Kavanagh choisissent de jouer pour le Onze de la FAI contre l'Espagne au lieu de rencontrer le pays de Galles avec le Onze de l'IFA. En novembre 1937, les rôles sont inversés quand Tommy Breen décide de jouer pour le onze de l'IFA contre l'Écosse dans le cadre du British Home  Championship au lieu de jouer un match qualificatif pour la Coupe du Monde avec la FAI contre la Norvège. En 1938, Bill Hayes se retrouve dans la même position. Il est sélectionné à la fois pour jouer avec la FAI contre la Pologne et pour l'IFA contre l'Angleterre. Comme Breen à l'automne précédent, il choisit de rejoindre l'IFA
La grande proximité des matchs internationaux quant aux dates provoque quelquefois des situations très particulières. En 1936, Jimmy Kelly vit l'expérience unique de gagner deux matchs internationaux avec les deux équipes irlandaises lors de la même semaine. Le 11 mars il bat le pays de Galles 3-2 avec l'IFA à Belfast. Le 17, il bat la Suisse avec la FAI 1-0 à Dalymount Park à Dublin. En septembre 1946 Johnny Carey et Bill Gorman jouent pour les deux Irlande contre l'Angleterre en trois jours : le 28, ils sont à Windsor Park pour une défaite 7-2 et le 30 septembre ils sont à Dublin, pour une nouvelle défaite, 1-0 cette fois,.
Une autre situation inhabituelle a directement mené à la fin de cette situation de dualité. En 1950, les deux équipes disputent pour la première fois la même compétition internationale : les éliminatoires de la Coupe du monde de football 1950. Le 8 mars 1950, en vue du match qualificatif contre le pays de Galles, l'IFA sélectionne quatre joueurs nés en Irlande et qui ont déjà disputé un match de la même compétition avec l'équipe de la FAI Tom Aherne, Reg Ryan, Davy Walsh et leur capitaine Con Martin. La fédération dublinoise porte immédiatement plainte auprès de la FIFA qui est donc alors obligée de s'emparer de la problématique et d'y mettre fin.
La FIFA décide finalement de restreindre strictement la question de l'éligibilité d'un joueur sur la base des frontières politiques issues de la partition de l'Irlande. En 1953, la FIFA décrète qu'aucune des deux équipes ne peut se référer à l' Irlande et oblige à une double dénomination : équipe d'Irlande du Nord de football pour l'IFA basée à Belfast et équipe de la république d'Irlande de football pour la FAI basée à Dublin.
Mais le débat sur l'éligibilité des joueurs continue à être actif depuis cette date. La dernière affaire est celle de Darron Gibson. En 2007, Gibson, qui est né à Derry, décide d'opter pour l'équipe de république d'Irlande au lieu de celle d'Irlande du Nord,. Le dossier remonte jusqu'à la FIFA et est même discuté au sein de l'Assemblée nord-irlandaise,.

## Les doubles internationaux originaires de L'État d'Irlande
La très grande majorité de ces double internationaux sont nés dans ce qui est maintenant l'État d'Irlande.
Les plus anciens d'entre eux, Dinny Hannon, Bill Lacey, Patsy Gallacher, Mick O'Brien, Tom Farquharson, Frank Collins et Ed Brookes, ont été internationaux pour l'IFA avant même que la FAI ne soit créée et organise sa propre équipe nationale. Après 1924, ils ont tous ensuite joué pour la FAI. Le tout premier d'entre eux est Dinny Hannon. Il devient double international en disputant sous le maillot de l'État Libre d'Irlande les Jeux olympiques d'été de 1924. Il participe au tout premier match international de cette équipe qui rencontre pour l'occasion la Bulgarie le 28 mai 1924. Hannon avait auparavant disputé six matchs sous les couleurs de l'IFA entre 1908 et 1913.
| Nom               | IFA XI    | IFA XI | IFA XI | FAI XI    | FAI XI | FAI XI |
| Nom               | Années    | Matchs | Buts   | Années    | Matchs | Buts   |
| Dinny Hannon      | 1908-1913 | 6      | 1      | 1924      | 2      | 0      |
| Bill Lacey        | 1909-1924 | 23     | 3      | 1927-1930 | 3      | 1      |
| Patsy Gallacher   | 1919-1927 | 11     | 0      | 1931      | 1      | 0      |
| Ed Brookes        | 1920      | 1      | 0      | 1924      | 1      | 3      |
| Mick O'Brien      | 1921-1927 | 10     | 0      | 1927-1932 | 4      | 0      |
| Frank Collins     | 1922      | 1      | 0      | 1924-1927 | 2      | 0      |
| Tom Farquharson   | 1923-1925 | 7      | 0      | 1929-1931 | 4      | 0      |
| Christy Martin    | 1925      | 1      | 0      | 1927      | 1      | 0      |
| Jimmy Dunne       | 1928-1932 | 7      | 4      | 1930-1939 | 15     | 13     |
| Harry Duggan      | 1929-1935 | 8      | 0      | 1927-1937 | 5      | 1      |
| Peter Kavanagh    | 1929      | 1      | 0      | 1931      | 2      | 0      |
| Jimmy Kelly       | 1931-1936 | 11     | 4      | 1932-1936 | 5      | 2      |
| Alex Stevenson    | 1933-1947 | 19     | 5      | 1932-1948 | 7      | 0      |
| Paddy Moore       | 1932      | 1      | 0      | 1931-1936 | 9      | 7      |
| Tommy Breen       | 1935-1946 | 13     | 0      | 1937-1947 | 5      | 0      |
| Tom Davis         | 1936      | 1      | 1      | 1936-1938 | 4      | 4      |
| Kevin O'Flanagan  | 1946      | 2      | 0      | 1937-1947 | 10     | 3      |
| Johnny Carey      | 1946-1949 | 9      | 0      | 1937-1952 | 27     | 3      |
| Owen Madden       | 1937      | 1      | 0      | 1936      | 1      | 1      |
| Bill Hayes        | 1937-1938 | 4      | 0      | 1946-1947 | 2      | 0      |
| Bill Gorman       | 1946-1948 | 4      | 0      | 1936-1947 | 13     | 0      |
| Paddy Farrell     | 1938      | 1      | 0      | 1937      | 2      | 0      |
| Matt O'Mahoney    | 1938      | 1      | 0      | 1938-1939 | 6      | 0      |
| Ned Weir          | 1939      | 1      | 0      | 1939      | 3      | 0      |
| Billy Walsh       | 1944-1948 | 6      | 0      | 1946-1950 | 9      | 0      |
| Davy Walsh        | 1946-1950 | 11     | 7      | 1946-1953 | 20     | 5      |
| Tom Aherne        | 1946-1950 | 6      | 0      | 1946-1953 | 16     | 0      |
| Peter Farrell     | 1946-1950 | 7      | 0      | 1946-1953 | 28     | 3      |
| Tommy Eglington   | 1946-1948 | 6      | 0      | 1946-1953 | 24     | 2      |
| Con Martin        | 1946-1950 | 6      | 0      | 1946-1956 | 30     | 6      |
| Jackie O'Driscoll | 1948-1949 | 3      | 0      | 1948-1949 | 3      | 0      |
| Rory Keane        | 1948      | 1      | 0      | 1948-1949 | 4      | 0      |
| Reg Ryan          | 1950      | 1      | 0      | 1946-1953 | 16     | 3      |

## Les doubles internationaux originaires d'Irlande du Nord
Entre 1931 et 1946 seulement six joueurs originaires d'Irlande du Nord ont joué pour les deux équipes nationales.
Entre 1924 et 1936, la FAI appelait son équipe, l'équipe de l' État Libre d'Irlande de football et généralement ne sélectionnait que des joueurs nés sur le territoire national nouvellement délimité. Toutefois durant cette période au moins un nord-irlandais est sélectionné, Harry Chatton. Le 17 mars 1936, à l'occasion d'un match contre la Suisse, la FAI nomme pour la toute première fois sa sélection Equipe d'Irlande de football. A cette même occasion elle déclare vouloir sélectionner ses joueurs sur la base de la totalité de l'île d'Irlande. En 1937 la position de la FAI est renforcée par la promulgation de la Constitution de l'Irlande. Les articles 2 et 3 de la Constitution proclament que toute personne née sur l'île d'Irlande a le droit d'être "membre de la nation irlandaise". Ils garantissent le statut de citoyen à celle-ci, si au moins un de ses parents est irlandais.
En 1936 et 1937, plusieurs nord-irlandais de naissance, Hugh Connolly, Davy Jordan, John Feenan, Mick Hoy, Tommy Donnelly Jackie Brown joues sous les couleurs de la FAI. Mais parmi ceux-ci seul Brown est effectivement un double international. En juin 1946 l'équipe de la FAI fait une tournée en péninsule ibérique. L'équipe compte dans ses rangs quatre joueurs nord-irlandais Billy McMillan, Jackie Vernon, Jimmy McAlinden et Paddy Sloan. Tous avaient joué auparavant pour l'IFA.
| Nom             | IFA XI    | IFA XI | IFA XI | FAI XI    | FAI XI | FAI XI |
| Nom             | Année     | Matchs | Buts   | Année     | Matchs | Buts   |
| --------------- | --------- | ------ | ------ | --------- | ------ | ------ |
| Harry Chatton   | 1924–1925 | 3      | 0      | 1931–1934 | 3      | 0      |
| Jackie Brown    | 1935–1939 | 10     | 1      | 1937      | 2      | 1      |
| Jimmy McAlinden | 1937–1948 | 5      | 0      | 1946      | 2      | 0      |
| Billy McMillan  | 1944–1946 | 4      | 0      | 1946      | 2      | 0      |
| Jackie Vernon   | 1944–1951 | 21     | 0      | 1946      | 2      | 0      |
| Paddy Sloan     | 1945–1947 | 3      | 1      | 1946      | 2      | 1      |